# Joan Carrera Planas
Joan Carrera Planas (Cornellá de Llobregat, 12 de mayo de 1930 - Barcelona, 3 de octubre de 2008) fue obispo auxiliar de la archidiócesis metropolitana de Barcelona y obispo titular de Algeciras, diócesis desaparecida en el siglo XIV tras la destrucción de la ciudad por los moros granadinos.

## Biografía
Nacido el 12 de mayo de 1930 a Cornellá de Llobregat, huérfano de padre desde muy niño. Con su madre se trasladó a San Feliú de Llobregat donde pasó la Guerra Civil hasta que fue ordenado sacerdote el 11 de julio de 1954 en Montserrat.
Su primer destino pastoral fue la parroquia de San Isidro del Hospitalet de Llobregat.
Después, a principio de los años 60, fue a la parroquia de San Antonio de Padua, en el barrio de Llefiá de Badalona. Su resistencia activa a la dictadura franquista le llevó a ceder su parroquia  para un mitin del líder sindical Marcelino Camacho cuando el sindicato CC.OO. todavía no estaba legalizado.
También estuvo en las parroquias de San Isidro Labrador de Hospitalet de Llobregat y de San Miguel del Puerto en La Barceloneta.
En 1966 fundó el Grupo Cristiano de Defensa de los Derechos Humanos. Al ejercer en parroquias obreras estuvo en relación con la JOC (Juventud Obrera Cristiana) y con el ACO (Acción Católica Obrera). Participó activamente en la Asamblea de Cataluña, de 1969 en 1975.
Fue director literario de la editorial Nova Terra. Escribió también: “La canya esquerdada“ y “Del postconcili al postprogressisme”.
Escribió en El Noticiero Universal, el Avui, Catalunya Cristiana, Ressò boletín de Vida Creciente, Revista de Badalona y en el diario El Punt. Colaboró también en Catalunya Ràdio e impulsó la creación de Ràdio Estel, como presidente de la Fundación Missatge Humà i Cristià.
Políticamente fue fundador de Convergència Democràtica.
Murió el 3 de octubre del 2008 a los 78 años.

## Ministerio sacerdotal

### Sacerdote
Ordenado sacerdote el 11 de julio de 1954. En su ministerio sacerdotal trabajó en la pastoral parroquial, en movimientos apostólicos y en medios de comunicación. 
En 1984 creó la Fundación Escuelas Parroquiales del obispado.

### Obispo
Fue nombrado por el papa Juan Pablo II como obispo auxiliar de Barcelona el 16 de julio de 1991, recibiendo la ordenación episcopal el 22 de septiembre de ese mismo año de manos del cardenal Ricardo María Carles Gordó, actuando como co-consagrantes el cardenal Narciso Jubany Arnau y el arzobispo Mario Tagliaferri, nuncio de Su Santidad en España.
Fue durante 18 años obispo auxiliar de Barcelona, archidiócesis de la que era también vicario general desde 2004. En la Conferencia Episcopal Española ha pertenecido desde su ordenación episcopal a la comisión de Medios de Comunicación Social.
El 19 de septiembre de 2008, haciendo ejercicios en la Casa de Espiritualidad de El Miracle con los seminaristas del Seminario Conciliar de Barcelona, se encontró mal y ya no regresó. Murió el 3 de octubre del 2008 a los 78 años.
El cardenal Lluís Martínez Sistach presidió la misa exequial en sufragio de Joan Carrera. Concelebraron 20 prelados, entre cardenales, arzobispos y obispos, y alrededor 400 sacerdotes. Asistieron unas 2000 personas.[cita requerida]
| Predecesor: Lluís Martínez Sistach | Obispo Auxiliar de Barcelona 1991 - 2008 | Sucesor: Sebastian Taltavull Anglada |

## Obras
- Joan Carrera Planas (1993). La canya esquerdada. Editorial Mediterrània, SL. ISBN 978-84-88591-08-1
- Joan Carrera Planas (1994). Del post concili al post progressisme. Editorial Mediterrània, SL. ISBN 978-84-88591-22-7
- Joan Carrera Planas (2000). El gust de la fe. Editorial Mediterrània, SL. ISBN 84-8334-243-X
- Joan Carrera Planas (2000). Aquest nadal en fa 2000. Editorial Mediterrània, SL. ISBN 978-84-8334-212-1